# Боблов (Курская область)
Боблов — хутор в Рыльском районе Курской области. Входит в Березниковский сельсовет.

## География
Хутор находится в бассейне Сейма, в 106 км западнее Курска, в 8 км севернее районного центра — города Рыльск, в 9 км от центра сельсовета  — Березники.
Климат
Боблов, как и весь район, расположен в поясе умеренно континентального климата с тёплым летом и относительно тёплой зимой (Dfb в классификации Кёппена).

## Население
| 2002 | 2010 |
| ---- | ---- |
| 0    | →0   |

## Транспорт
Боблов находится в 5,5 км от автодороги регионального значения 38К-017 (Курск — Льгов — Рыльск — граница с Украиной), в 3,5 км от автодороги 38К-040 (Хомутовка — Рыльск — Глушково — Тёткино — граница с Украиной), в 1,5 км от автодороги межмуниципального значения 38Н-707 (38К-040 — Кострова), в 8,5 км от ближайшей ж/д станции Рыльск (линия 358 км — Рыльск).
В 174 км от аэропорта имени В. Г. Шухова (недалеко от Белгорода).